# 33961 Macinleyneve
33961 Macinleyneve è un asteroide della fascia principale. Scoperto nel 2000, presenta un'orbita caratterizzata da un semiasse maggiore pari a 2,4107186 au e da un'eccentricità di 0,1906743, inclinata di 3,27159° rispetto all'eclittica.